# طويئفة (تصنيف)
الطويئفة أو الشعيب (بالإنجليزية: subclass)‏ في التصنيف العلمي للأحياء هي إحدى درجات الطائفة وهي مرتبة تصنيفية بين الطائفة والرتبة. وتحت الصنف ثمّ الطبقة. واللاحقة اللاتينية التي ترمز للصنف في الفطريات والطحالب والنبات هي -idae مثل phycidae وmycetidae.لكن ثمّ شواذ مثل الثدييات الحقيقية Mammalia.